# Sikorsky S-38

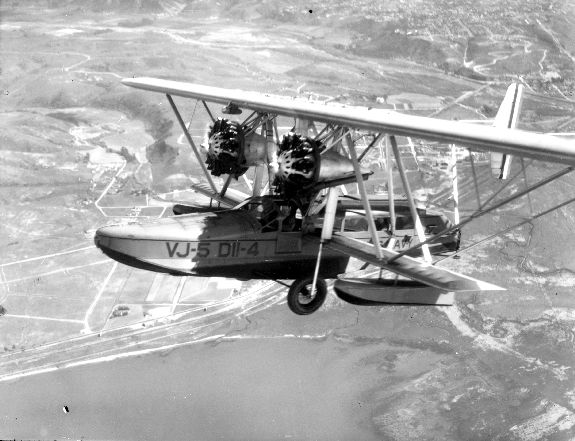
Sikorsky PS-3, máy bay vận tải phục vụ cho quận Eleventh Naval. VJ-5 D11-4 (8285), chụp tháng 3 năm 1930.

Sikorsky S-38 là một loại máy bay thủy bộ 8 chỗ hai động cơ của Hoa Kỳ.

## Biến thể
S-38A
S-38B
S-38C
C-6

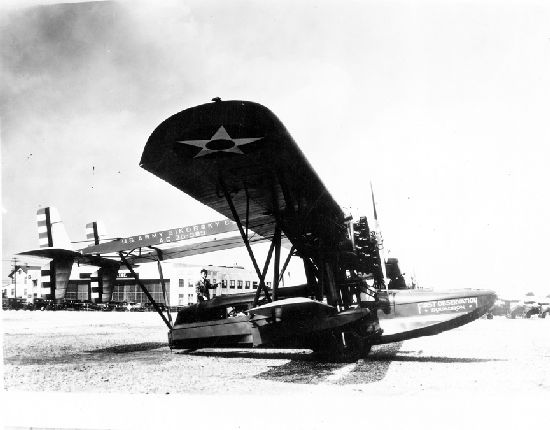
C-6A
XPS-2
PS-3
XRS-2
RS-3
RS-4

## Quốc gia sử dụng
- American Airways
- Andean Corporation
- Canadian Colonial Airways
- Không quân Chile
- Colonial Western Airways
- Creole Petroleum Corporation
- Cubana de Aviación
- Curtiss Flying Service[1][2]
- Inter-Island Airways of Hawaii
- Lloyd Aéreo Boliviano-Lab
- Martin and Osa Johnson
- New York, Rio, and Buenos Aires Line (NYRBA) - Used for first airmail from Argentina to Miami. All sold to Pan Am in 1930[3]
- NYRBA do Brasil
- Northwest Airways
- Pan American Airways
- Pan American-Grace Airways[3]
- Pan American Petroleum Company
- Panair do Brasil
- Không quân Panama
- Avianca như SCADTA
- Svensk Flygtjänst AB (sau là Swedair)
- Không quân Lục quân Hoa Kỳ
- Thủy quân Lục chiến Hoa Kỳ
- Hải quân Hoa Kỳ
- Western Air Express

## Tính năng kỹ chiến thuật (S-38-A)

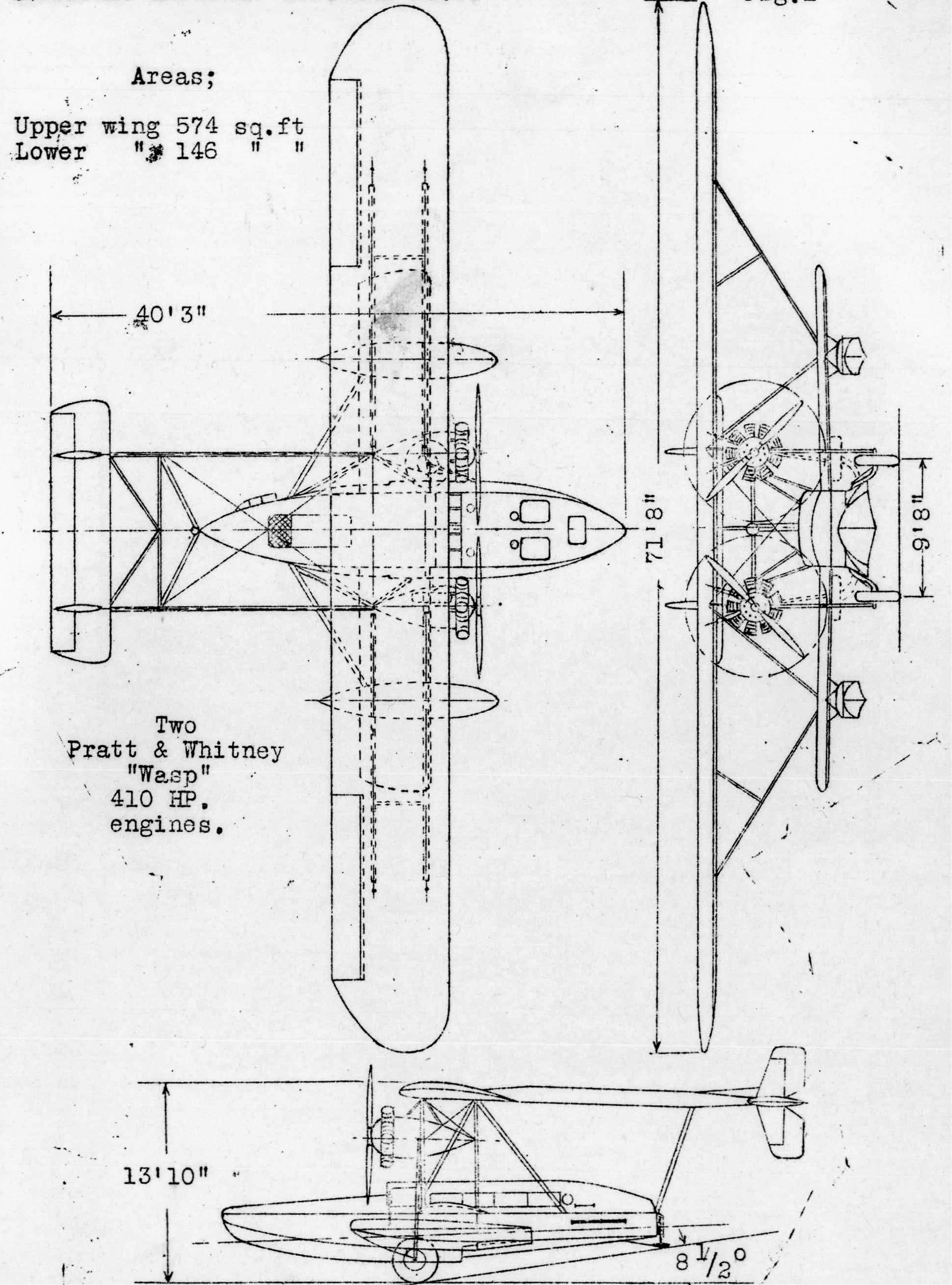
Sikorsky S-38

Đặc điểm tổng quát
- Tổ lái: 2
- Sức chuyên chở: 10 hành khách
- Chiều dài: 40 ft 3 in (12,27 m)
- Sải cánh: 71 ft 8 in (21,85 m)
- Chiều cao: 13 ft 10 in (4,22 m)
- Diện tích cánh: 720 ft² (68,6 m²)
- Trọng lượng rỗng: 6.000 lb (2.727 kg)
- Trọng lượng có tải: 10.480 lb (4.764 kg)
- Động cơ: 2 × Pratt & Whitney R-1340 Wasp, 400 hp (298 kW)  mỗi chiếc

 Hiệu suất bay 
- Vận tốc cực đại: 104 knot (120 mph, 192 km/h)
- Tầm bay: 648 nm (750 dặm, 1.200 km)
- Trần bay: 16.000 ft (4.878 m)
- Vận tốc leo cao: 750 ft/phút (229 m/phút)
- Tải trên cánh: 14,5 lb/ft² (69 kg/m²)
- Công suất/trọng lượng: 0,08 hp/lb (0,13 kW/kg)